# Андора на Летњим олимпијским играма 1988.
Андори је учешће на Олимпијским играма 1988. у Сеулу, било четврто на Летњим олимпијским играма. До сада Андора није освојила ниједну медаљу. Олимпијски комитет Андоре је на ове Игре послао тројицу спортиста у два спорта.

## Учесници по дисциплинама
| Спорт      | Мушкарци | Жене | Укупно |
| ---------- | -------- | ---- | ------ |
| Атлетика   | 1        | 0    | 1      |
| Бициклизам | 2        | 0    | 2      |
| Укупно(2)  | 3        | 0    | 3      |

## Резултати по дисциплинама

### Атлетика

#### Мушкарци
| Атлетичар | Дисциплина | Група    | Група | Четвртфинале     | Четвртфинале     | Полуфинале       | Полуфинале       | Финале           | Финале           | Детаљи |
| Атлетичар | Дисциплина | Резултат | Место | Резултат         | Место            | Резултат         | Место            | Резултат         | Место            | Детаљи |
| --------- | ---------- | -------- | ----- | ---------------- | ---------------- | ---------------- | ---------------- | ---------------- | ---------------- | ------ |
|           | 800 м      | 1:53,34  | 57/70 | Није се пласирао | Није се пласирао | Није се пласирао | Није се пласирао | Није се пласирао | Није се пласирао |        |
| 1.500 м   | 3:52,68    | 46/59    |       |                  | Није се пласирао | Није се пласирао | Није се пласирао | Није се пласирао |                  |        |

### Друмски бицикизам
Андора је учествовала са двојицом такмичара у дисциплини друмске вожње појединачно на стази дугој 196,8 километара. 

#### Мушкарци
| Бициклиста    | Дисциплина               | Време   | Заостатак | Пласман | Детаљи |
| ------------- | ------------------------ | ------- | --------- | ------- | ------ |
| Емили Перез   | Друмска трка појединачно | 4:32:46 | 0:24      | 9 /136  |        |
| Хавијер Перез | Друмска трка појединачно | 4,32:56 | 0:34      | 59 /136 |        |